# Зіґфрід Шнелль
Зіґфрід Шнелль (нім. Siegfried Schnell; 23 січня 1916, Ціленціг, Німецька імперія — 25 січня 1944, Нарва, Естонія) — німецький льотчик-ас, майор люфтваффе. Кавалер Лицарського хреста Залізного хреста з дубовим листям.

## Біографія
У складі 4-ї ескадрильї 2-ї винищувальної ескадри брав участь в Польській і Французькій кампаніях, а також в битві за Британію. З 24 червня 1941 року — командир 9-ї ескадрильї своєї ескадри. 19 серпня 1942 року протягом одного дня збив 5 «Спітфайрів» (66-70-та перемоги). З 1 травня 1943 року — командир 3-ї групи, з 11 лютого 1944 року — 4-ї групи 54-ї винищувальної ескадри, яка билась на радянсько-німецькому фронті. Його літак був збитий у бою і Шнелль загинув.
Всього за час бойових дій здійснив понад 500 бойових вильотів і збив 93 ворожих літаків, з них 90 — на Західному фронті (з них 12 чотирьохмоторних бомбардувальників).

## Звання
- Солдат (1934)
- Фельдфебель (1939)
- Лейтенант (1940)
- Оберлейтенант (1 серпня 1941)
- Гауптман (1943)
- Майор (1944; посмертно)

## Нагороди
- Нагрудний знак пілота
- Медаль «За вислугу років у Вермахті» 4-го класу (4 роки)
- Залізний хрест
  - 2-го класу (10 червня 1940)
  - 1-го класу (14 вересня 1940)
- Почесний Кубок Люфтваффе
- Лицарський хрест Залізного хреста з дубовим листям
  - Лицарський хрест (9 листопада 1940)
  - Дубове листя (9 липня 1941)
- Відзначений у Вермахтберіхт
  - «У вчорашніх переможних повітряних нальотах на канал винищувальна ескадра „Ріхтгофен“ здобула свою 644-ту повітряну перемогу і, таким чином, досягла кількості перемог однойменної ескадри до кінця світової війни. Лейтенант Шнелль здобув 38-му, 39-ту і 40-ву повітряні перемоги.» (9 липня 1941)
- Німецький хрест в золоті (16 липня 1942)
- Авіаційна планка денного винищувача в золоті з підвіскою «500»